# 베르사유 조약

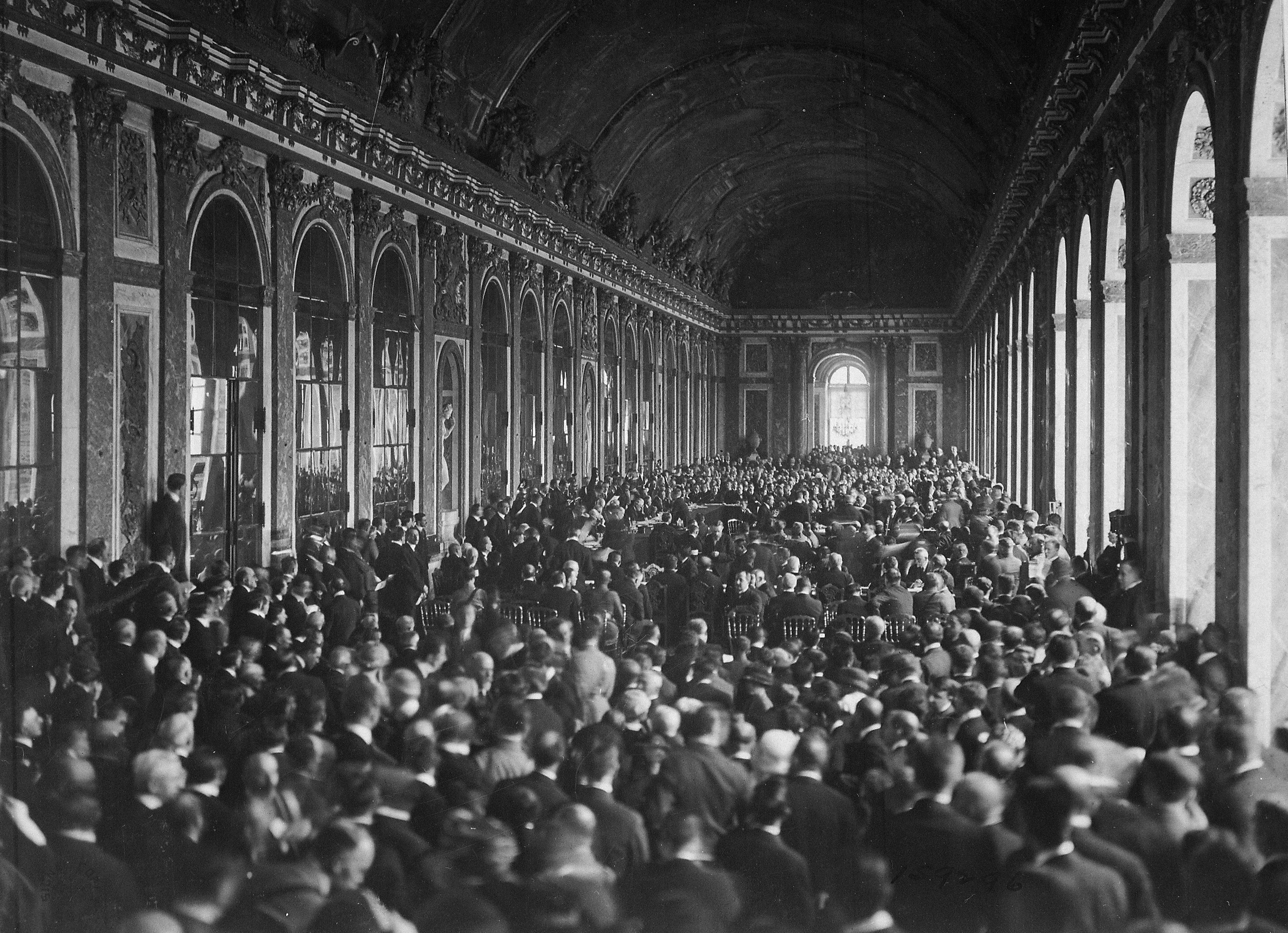
베르사유 조약의 서명, 1919년 6월 28일

베르사유 조약(영어: Treaty of Versailles, 프랑스어: Traité de Versailles, 독일어: Friedensvertrag von Versailles)은 1919년 6월 독일 제국과 연합국 사이 맺은 제1차 세계 대전의 평화협정이다. 파리 강화 회의 도중에 완료했고, 협정은 1919년 6월 28일 11시 11분에 베르사유 궁전 거울의 방에서 서명했으며, 1920년 1월 10일 공포했다. 조약은 국제 연맹의 탄생과 독일 제재에 관한 규정을 포함한다. 독일 제재 안건은 파리 강화 회의에서 다루지 않았다.

## 장소의 선택
프랑스가 베르사유의 거울의 방을 협약의 서명 장소로 선택한 이유는 과거 1871년 프로이센-프랑스 전쟁에서 패배하며 당했던 수치심을 씻어버리는 기회로 삼기위함이었다. 48년전인 1871년 1월 18일에 프로이센-프랑스 전쟁(보불전쟁)에서 승기를 완전히 잡은 프로이센이 베르사유 궁전의 거울의 방에서 종전을 선포하고 독일 제국의 황제로서 빌헬름 1세의 대관식까지 열면서 프랑스인들의 자존심을 짓밟은적이 있었다. 프랑스는 이 치욕을 되갚을 목적으로 독일과의 종전협약의 서명장소로 베르사유의 거울의 방을 선택하였다.

## 조약 서명 당시의 상황

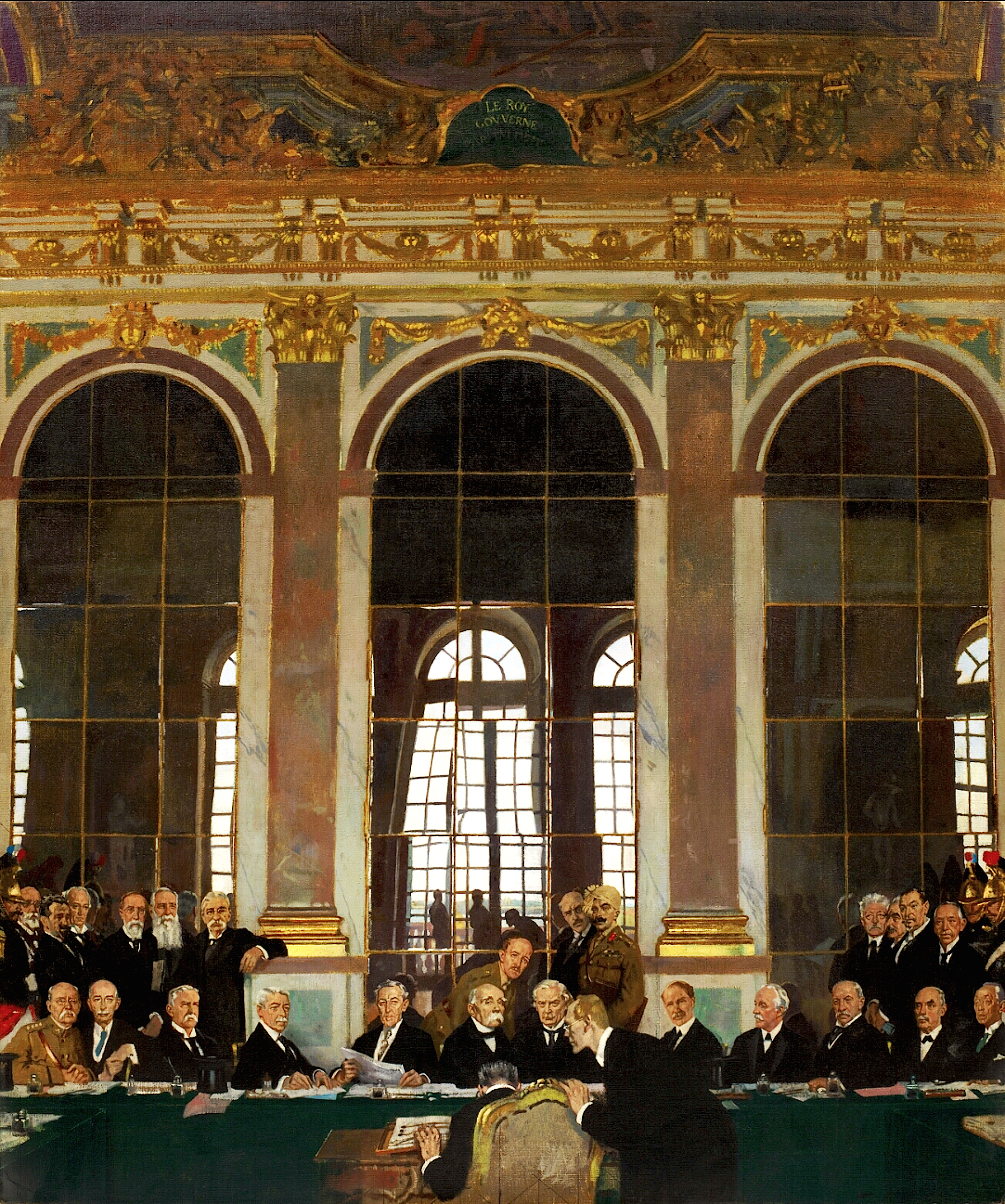
베르사요 조약.
윌리엄 오르펀

모든 나라들의 지도자들을 평화 조약 체결에 초대했지만 패전국에는 지도자가 없었으며, 러시아는 1917년에 전장에서 떠난 상태였다. 몇몇 인사들은 대단한 영향력을 갖고 있었는데, 4개 승전국의 지도자들이 그들에 해당된다. 프랑스의 조르주 클레망소, 영국의 수상 데이비드 로이드 조지, 이탈리아의 비토리오 에마누엘레 오를란도, 미국의 대통령 우드로 윌슨이 바로 그들이다.
지도자들은 서약을 개별적으로 작성하였고, 각각의 주장은 다양하였다. 미국 대통령 우드로 윌슨은 자신이 새롭게 구상한 14개조 평화원칙을 국제 사회에 공표하기를 원했다. 윌슨은 새로운 외교 관계는 사람들 스스로 주권을 갖고 국가간의 협력 안에서 이뤄져야 한다고 생각했다. 연합국의 승리에 그의 군대가 큰 역할을 했으므로 그에게 대단한 명성이 있었고 정치적으로도 상당한 영향력을 행사했다.
그는 복수심이 커져가는 것을 막기 위해 독일을 정돈하기를 원했다. 강대국 사이의 균형을 이뤄야 한다는 이론을 바탕으로 프랑스가 유럽 대륙의 주도권을 차지하는 것을 막기 위해 영국 역시 강대국 독일을 방치하길 원했다. 프랑스의 조르주 클레망소는 반대로 독일의 경제와 정치를 압박하고 프랑스의 재건을 위해 독일에 대한 강력한 처벌을 원했다.
그들 사이의 타협은 그 누구도 완벽하게 만족시키지 못했고, 조약은 항상 다음과 같은 내용으로 비판을 받아왔다. "모든 것은 너무 빠르게 처리되었고 전쟁의 끔찍한 현실을 경험하지 않은 사람들에 의해 엉망으로 처리되었다.", "강압적인 이 평화는 새로운 증오를 키울 것이다." 또는 "유럽의 경제 재건에 대해서는 아무것도 논의되지 않았다."

### 피우메 사건
조약의 서명은 가브리엘레 단눈치오가 피우메를 점령해서 몇 개월 늦춰졌다. 1920년 12월이 되어서야 이탈리아 해군의 참여로 피우메 자유국을 건립하는 라팔로 조약이 채결되었고 이 라팔로 조약은 베르사유 조약의 공식 발표를 가능케하였다.

## 조약의 내용
조약은 총 440개의 조항으로 이루어져 있으며 첫 번째 부분은 국제 연맹에 관한 것이다. 이것은 미국 우드로 윌슨이 구상한 국제법으로 조절되는 열린 외교를 계승한 것이다. 13번째 부분은 국제노동기구에 관련되어 있다. 조약의 나머지 부분은 전적으로 유럽의 평화 유지에 집중되어있다. 231조항에서는 독일과 그의 동맹국들이 전적으로 전쟁에 책임이 있다는 것을 나타낸다. 이와 같은 논리는 독일에 대한 승전국의 잔인하고 엄청난 요구들을 정당화시켜 주었다. 조약의 주요 규정들은 다음과 같다 :

### 영토에 관련하여
영토에 관한 조약은 조항 27번부터 30번까지 해당된다. 독일의 정확한 국경은 나중에 정해진다. 조항 80에 의해 오스트리아의 독립이, 조항 81에 의해 체코슬로바키아의 독립이, 조항 87에 의해 폴란드의 독립이 보장되었다.
독일은 프랑스, 벨기에, 덴마크, 특히 새롭게 재탄생된 폴란드를 위해 15%의 영토와 10%의 국민을 잃었다. 영토에 관한 주요 내용은 다음과 같다 :
- 프랑스에 알자스로렌 반환 (조항 27)
- 외펜과 말메디를 벨기에에 통합 (조항 27)
- 덴마크 사람들이 있는 독일 몇몇 독일 북부를 덴마크는 차지할 수 있다. 이 결정은 지역선거에 의해 결정되어야 한다. (조항 109에서 111). 결국 국민투표가 1920년에 진행되었고 Aabenraa, Sønderborg, Tønder와 그 주위 마을들이 덴마크 영토가 되었다.
- 자를란트주는 15년간 국제 사회의 감독 아래 있는다. 그 후 지위는 국민투표로서 결정된다.
- 독일 동부의 중요 지역들은 새로운 폴란드 정부에 귀속된다. 몇몇 지역의 최종 지원은 결정되지 않았다. 최종 지위는 위원회나 해당 지역의 국민투표로 결정되어야 한다 (조항 87~93) 단치히는 폴란드의 바다 접근과 독일 제국과의 분리를 보장하기 위해 자유 도시가 된다.

### 정책/정치 및 외교 관련 조항
독일 및 유럽에 대한 정치 관련된 조항은 조항 31번부터 117번까지 해당된다. 조약에 3번째에 해당되며 독일의 내부 정책과 유럽과의 외교 정책을 관리하는 조항이다. 단순한 외교와 정책문제와 더불어 영토에 대한 권리와 주장을 재조명하는 부분이기도 하다. 조항의 세부내용은 다음과 같다.
색션 1
- 조항 31~39: 벨기에와 독일의 외교

색션 2
- 조항 40~41: 룩셈부르크와 독일의 외교

색션 3
- 조항 42~44: 라인강 서쪽에 관한 정책 (비무장화)

색션 4
- 조항 43~50: 자를란트주와의 외교 정책 및 지방 통합화 (15년 후 지방 자치 선거로 독일과의 통합 선택권을 줌)

-색션 4 자를란트주에 관한 세부 조약
- 챕터 1:자를란트주에 대한 독일의 채광권
- 챕터 2:자를란트주의 정부수반 체계
- 챕터 3:자를란트주의 지방 통합 국민투표

색션 5
- 조항 51~79: 알자스로렌과의 외교 정책 및 지방 통합권의 설명

색션 6
- 조항 80: 오스트리아와 독일의 외교

색션 7
- 조항 81~86: 체코슬로바키아와의 외교

색션 8
- 조항 87~93: 폴란드와의 외교

색션 9
- 조항 94~98: 동프러시아와의 정책권

색션 10
- 조항 99: 마멜의 정책권

색션 11
- 조항 100~114: 단치히에 관한 외교권 및 정책권

색션 12
- 조항 115: 헬리골란트(HELIGOLAND)에 관한 정책권

색션 13
- 조항 116~117: 러시아 및 러시아 주에 관한 외교권 및 정책권

### 군 관련 규정
많은 규정들이 독일의 군사력을 제한하고 또한 독일 이웃 나라들을 보호하기 위해 만들어졌다. 군과 관련된 조항들이 베르사유 조약의 5번째 부분을 이룬다.
- 독일은 대포 5,000문과 비행기 25,000대, 몇몇 장갑차와 모든 함선을 양도해야 한다.
- 군대는 육해군을 합쳐 10만 명으로 제한하며, 항공 전력은 금지한다.[3]
- 새로운 전차의 개발 및 배치를 금지한다.
- 라인강 왼쪽 지역 그리고 코블렌츠, 마인츠, 쾰른을 비무장한다.

### 경제 관련 규정
- 프랑스 북부와 벨기에 지역의 모든 전쟁 기간의 피해들에 대해서 이 두 나라에 엄청난 보상금을 지불해야 했던 독일은 전쟁의 모든 원인에 관한 책임자인 것처럼 여겨졌다. 지불해야할 금액은 1921년에 결정되었는데, 금액은 1,320억 독일 제국 마르크였다.
- 여러 가지 경제 제재와 현물 배달들이 이 경제 제재를 완성시켰다. 이에 따라 독일 제국은 모든 특허권을 잃었고 (바이어사의 아스피린 역시 특허권을 잃었다.) 라인강, 오데르강, 엘베강은 국제 감독하에 놓이게 되었다. 독일은 또 알자스 로렌과 포즈난 지역에서 오는 상인들에게 관세를 요구하지 못했다. 게다가 독일은 연합국에게 자재와 농산물을 공급해야 했다.

### 식민지 포기
조약의 4번째 부분은, 배상자의 신분인 독일은 독일 제국의 식민지들은 포기하라고 명령받았다. 연합국 내부에서도 아프리카 독일 식민지 근처에 식민지를 갖고 있던 식민지 강국들(대영 제국, 프랑스, 벨기에, 남아프리카 연방)이 카메룬, 독일령 동아프리카 식민지(지금의 탄자니아, 르완다, 부룬디), 남서아프리카 지역(지금의 나미비아)을 나눠 가졌다. 독일령 남서아프리카 식민지는 1914년부터 1915년 사이에 이미 남아프리카 연방에 의해 군사적으로 정복되었었다. 이에 이어, 독일은 상업적 이익(은행의 식민지 지점들, 관세 협정들)을 포기해야만 했다.
샴페인에 관한 조약
프랑스의 상파뉴 지방에서 샴페인이 유래해서 그 지방에서 생산한 포도주에만 ‘샴페인’이라는 명칭을 붙일 수 있도록 하였다.

## 다른 동맹국들과의 조약
동맹국들과의 조약은 패전국 별로 나눠서 서명되었다.
생제르맹 조약과 연계된 트리아농 조약은 오스트리아-헝가리 제국을 다음과 같이 분할했다:
- 오스트리아는 독일어권 인구가 거주하는 토지를 줄인다.
- 헝가리 정부의 독립
- 체코슬로바키아, 2가지 민족(체코인과 슬로바키아인)으로 구성되는 정부
- 국토의 다른 부분들은 :
  - 루마니아(트란실바니아와 헝가리와 독일계 소수 민족들로 이뤄짐)
  - 이탈리아(독일어 사용도시 볼차노와 이탈리아어 사용도시 트렌토, 트리에스테)
  - 세르비아에 포상하기 위해서, 남쪽 슬라브인들의 연합국이 만들어짐 : 세르비아, 몬테네그로, 크로아티아, 슬로베니아, 마지막으로 보스니아 헤르체고비나가 유고슬라비아 왕국으로 합쳐졌다.

1923년의 유럽지도

## 사회적 파장과 결과

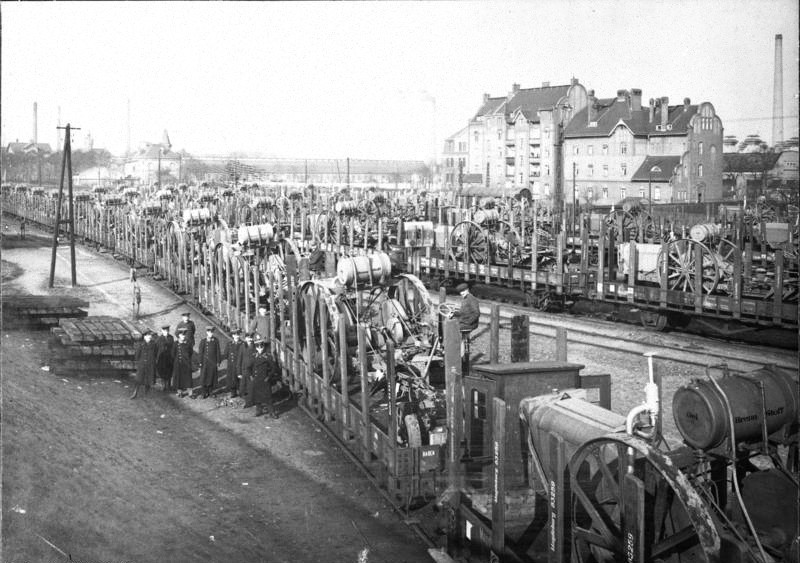
베르사유 조약이후 전후 재건을 위한 물자들을 실은 기차들

미국 상원은 미국이 국제 연맹에 가입하는 것의 비준을 거부했다. 즉 미국 상원은 미국이 국제 연맹에 들어가는 것을 원치 않았다. 이것은 바로 이 국제 연맹이란 기구의 영향력이 줄어드는 것을 의미한다.
프랑스는 조약으로 이익을 본 주요 국가들 중 하나이다.(알자스로렌의 반환, 독일 서부 지역의 비무장화, 오스트리아-헝가리 제국의 분할 그리고 재건을 위한 막대한 경제적 지원) 하지만 프랑스는 만족하지 않았다. 왜냐하면 프랑스는 영구적인 라인강 좌안지역의 지배권을 원했기 때문이다.
베르사유 조약 435번 항목은 1860년에 체결된 토리노 조약에서의 영토분할 중 일부를 인정하지 않았다. 435번 항목은 사부아의 영토 분할에 관련된 비무장 지대들은 제거했다. 1932년 프랑스는 헤이그 국제사법재판소로부터 토리노 조약을 제대로 준수하지 않고 사부아와 스위스에 《무력을 앞세워》영향력을 행사한다고 판결받았다.
불평은 이탈리아에서도 강하게 표출되었다. 사람들은 1차 대전이 《절단된 승리》로 끝났다고 말했다. 왜냐하면 연합국이 이스트라반도, 달마티아, 트렌토의 영토 분할에 관해서 약속한 것을 제대로 이행하지 않았기 때문이다. 이탈리아 파시스트들은 연합국에 대한 이 배신감을 이용하는 방법을 알았고 그것을 독을 품은 민족주의의 밑거름으로 삼았다.

### 재건
재건을 위해 바이마르 공화국에 막대한 비용을 부담했다. 심각한 경제적 고충에 부딪히며, 작센바이마르아이제나흐는 금방 전쟁 보상금을 지불의 불가를 나타냈다. 연합국은 그래서 자연자원을 요구했다. 독일의 자연재화 배달이 늦어지자, 프랑스와 벨기에는 1923년 루르 지방을 점령한다. 이것은 또 다시 독일의 경제를 불안정화로 내몰았다. 그럼에도 불구하고, 어려움은 해결되지 않았다. 미국의 감독 아래 도스 안이 완성되었다. 하지만 독일이 부담해야 하는 부담금이 역시 너무 높게 설정돼 있었고 이것은 새로운 계획을 수립하게 만든다. 1929년 완성된 영 안이 그것이다. 독일의 부담금은 감소되었고 상환 날짜들도 모두에게 합리적으로 조정되었다. 독일에서는 재건사업이 오랜기간 동안 정치적 논쟁거리가 되었고 강렬한 복수심을 조장했다. 1929년 정부에 반대하는 한 탄원서가 접수가 되었다. 이 탄원서는 전쟁보상금 지급을 반대하는 법의 제정을 위한 국민투표를 주장했다. 하지만, 국민투표에 참여율이 매우 낮았고 투표자의 약 95%가 반대하였다.
영안에 따르면 전쟁보상금은 1988년까지 지급된다. 하지만 대공황과 함께 지급이 중단된다. 1933년 나치가 독일 권력을 잡고 재건에 관한 모든 것을 거부한다. 전쟁보상금 지급이 최종적으로 중단되었고 독일 제국의 식민 영토들은 1990년 독립을 한 나미비아를 제외하고 1960년 초반 아프리카인들의 독립 이전까지 유지 되었다.

## 베르사유 조약 원본
베르사유 조약 원본은 프랑스 외무부의 문서보존실에 보관되었으나 히틀러의 명령으로 빼앗겨 사라졌다.

## 같이 보기
- 제1차 세계 대전의 여파
- 9월 계획